# Giovanni Masiello
Giovanni Masiello (Roma, 2 gennaio 1946) è un allenatore di calcio ed ex calciatore italiano, di ruolo terzino.

## Carriera

Una formazione del Mantova 1969-70: Masiello è in piedi, il terzo da sinistra.

### Giocatore

#### Club
Ha militato in Serie A nelle file di Lazio, Mantova, Torino e Ternana, collezionando complessivamente 60 presenze e 2 reti in massima serie. Dei 4 campionati di A disputati, solo quello nel Torino (1972-1973) non si è concluso con la retrocessione.
Ha inoltre totalizzato 158 presenze e 1 rete in Serie B, categoria nella quale ha ottenuto due promozioni in A (col Mantova nella stagione 1970-1971 e con la Ternana nel 1973-1974).

#### Nazionale
Nel 1967 viene convocato nella Nazionale Giovanile che disputa i Giochi del Mediterraneo di Tunisi, scendendo in campo in tre occasioni.

### Allenatore
Allenò la Ternana nella stagione 1985-1986, quando fu ingaggiato a campionato in corso in sostituzione di Alberto Mari.

## Palmarès

### Giocatore

#### Club
- Campionato italiano di Serie B: 2

Lazio: 1968-1969
Mantova: 1970-1971

#### Nazionale
- Giochi del Mediterraneo: 1

Tunisia 1967